# Huang Gongwang
Huang Gongwang, pseudonimo di Lu Jian (黃公望T, Huáng GōngwàngP; Pingjiang, 1269 – 1354), è stato un pittore cinese.
All'età di 10 anni, quando i Song cadevano per mano dei mongoli fondatori della dinastia Yuan, lui, come molti altri letterati del periodo, intrapresero la strada verso la burocrazia e con una carriera molto limitata. "Fu all'inizio un lingshi ad un Ufficio di sorveglianza nella segreteria di Chiang-che, probabilmente incaricato nel controllo delle tasse fondiarie. Poi lavorò come segretario nel Censorato metropolitano dove è stato coinvolto in una causa di diffamazione di un ministro, Chang Lu. Pare che abbia passato del tempo in carcere prima di ritirarsi nel taoismo [come fecero molti altri letterati del periodo - un esempio famoso e Ni Zan], completamente disilluso."
Insieme a Wu Zhen, Ni Zan e Wang Meng fu uno dei Quattro Grandi Maestri della dinastia Yuan. Ufficiale governativo, divenne in seguito monaco taoista. Contrariamente all'uso solito cinese, Huang dipingeva dal vero, ponendo la natura in primo piano nelle sue opere. Nei suoi dipinti, manifestava sempre la sua personalità, istintiva ed energica. Fu modello per molti artisti successivi.
Trascorse i suoi ultimi anni sui monti Fuchun vicino a Hangzhou dedicandosi al taoismo, dove verso il 1350 completò una delle sue più famose, e probabilmente la più grande, opera, Abitare nei monti Fuchun.
Nell'arte rigettò le convenzioni paesaggistiche dell'Accademia del suo periodo, ma è considerato oggi come uno dei grandi pittori letterati. Lo storico dell'arte James Cahill ritiene Huang Gongwang come l'artista che "più decisamente cambiò il corso della pittura di paesaggio, creando modelli che avrebbero avuto un profondo effetto nei pittori dei secoli successivi." Una delle sue influenze più forti era l'utilizzo di tratti di pennello molto asciutti insieme a inchiostro e acqua (quando il colore è applicato ad una specifica area usando un pennello a setole morbide con ampi tratti che vengono amalgamati insieme all'acqua) per realizzare il suo dipinto paesaggistico.
Scrisse un trattato di pittura, I segreti della pittura paesaggistica (寫山水訣T, Xiě shānshuǐ juéP).
Com'era solito per i letterati-funzionari dell'epoca, scrisse delle poesie ed aveva un certo talento per la musica.